# Huzesztáni arab nyelv

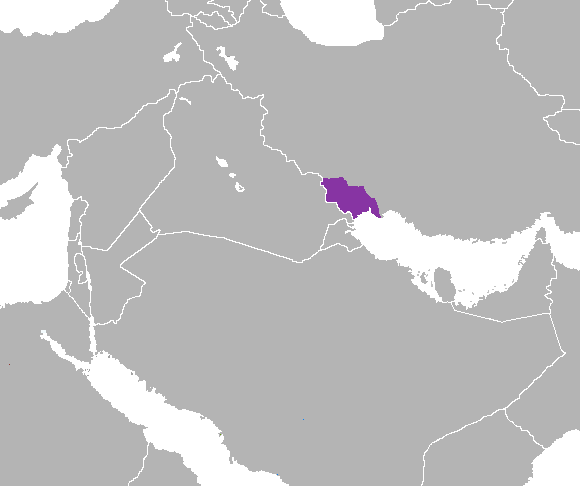
A huzesztáni arab nyelvterület

A huzesztáni arab nyelv Irán Huzesztán tartományában beszélt arab nyelvváltozat. Közel áll hozzá az iraki arab nyelv, melytől leginkább abban tér el, hogy rengeteg perzsa jövevényszót tartalmaz. Ma már egyre kevesebben beszélik, elsősorban a fiatalok az internet, az oktatás és a média hatására mindinkább áttérnek a perzsa nyelvre.

## Külső hivatkozások
- Khuzestani Arabic: a convergence case
- About Spoken Arabic of Khoramshahr